# Incêndio florestal de Fort McMurray
O Incêndio florestal de Fort McMurray começou em 1 de maio de 2016, a sudoeste da área urbana de Fort McMurray no município de Wood Buffalo, na província canadiana de Alberta. Como o fogo se espalhou descontroladamente e aproximou-se da cidade, as autoridades da província de Alberta tiveram de decretar a retirada de quase todos os habitantes da cidade e localidades vizinhas. Foi a maior evacuação da história da província de Alberta.

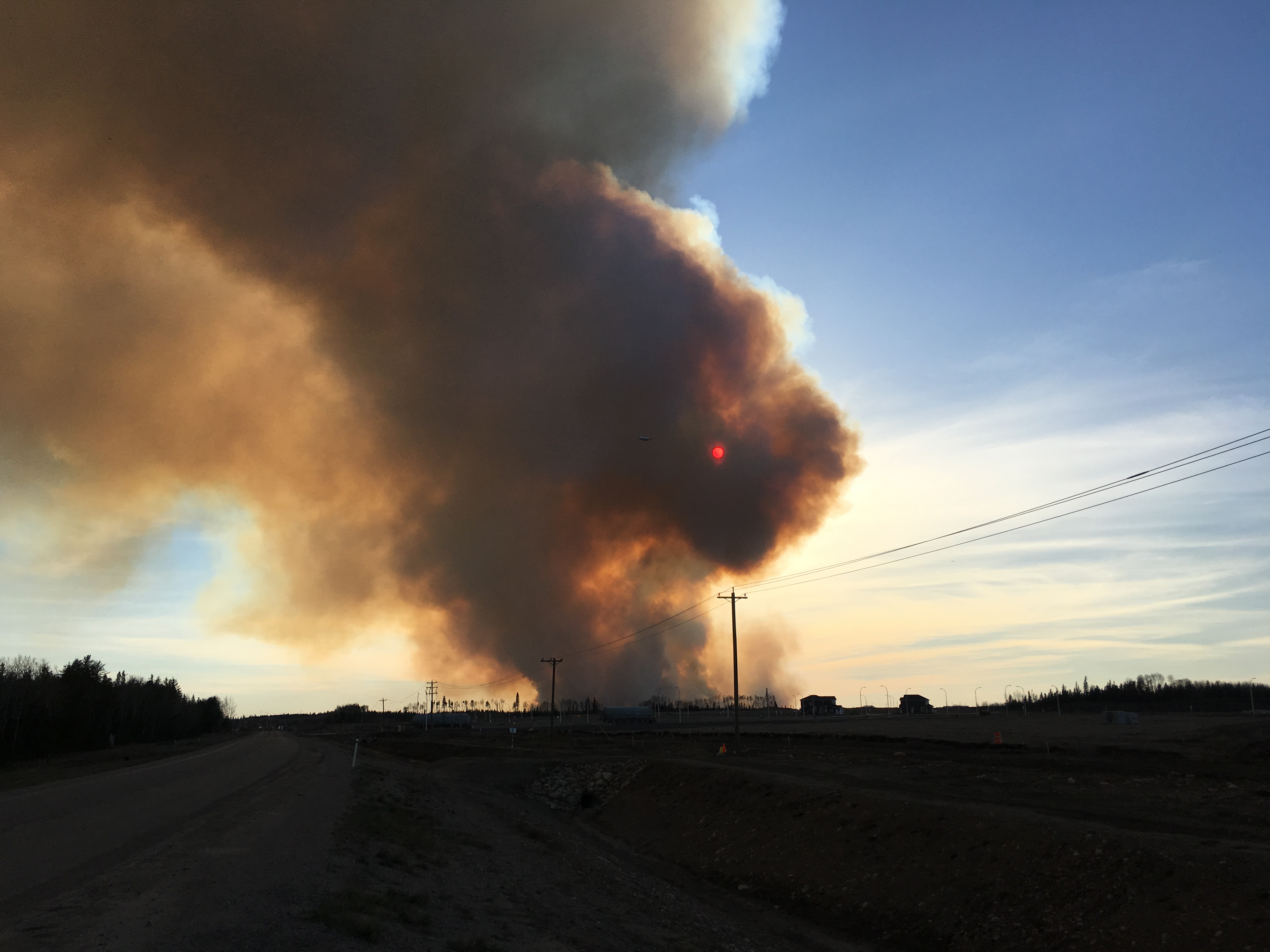
O fogo florestal visto próximo de Fort McMurray em 1 de maio de 2016

O fogo se espalhou através do norte da província de Alberta e da província de Saskatchewan, consumindo áreas florestais e atingindo as Areias betuminosas do Athabasca O fogo atingiu uma área de 590 000 hectares antes de ser declarado sob controlo em 5 de julho de 2016. Foi o desastre mais caro da História do Canadá.

## Evolução
Um estado de emergência local foi inicialmente declarado em 1 de maio de 2016 às 21h57 horas locais (3h57 UTC de 2 de  maio) com o Centennial Trailer Park e também os bairros de Prairie Creek e Gregoire sob mandato de evacuação.